# Comostola demeritaria
Comostola demeritaria là một loài bướm đêm trong họ Geometridae.